# Фердинанд Грюнінг
Фердинанд Грюнінг або Гринінг (пол. Ferdynand Grüning або Grining; 6 серпня 1885 — 16 серпня 1939) Польський серійний вбивця та ґвалтівник дітей на ім'я Вампір з Лодзі (пол. Wampir z Łodzi). Суд над ним і скоєні ним злочини широко висвітлювалися в ЗМІ у міжвоєнний період.